# Malmedy
Malmedy er en by og en kommune i Ardennerne, i Vallonien i provinsen Liège i Belgien. Kommunen har omkring 12.654(2018) indbyggere. Byens navn blev tidligere stavet med en apostrof: «Malmédy», men denne opstod i den periode, hvor byen var en del af Preussen og Tyskland. Byens officielle navn er nu uden denne apostrof. Byens sprog er vallonsk  (fransk).
Malmedy har siden 1700-tallet været et centrum for papirindustri og skindvareindustri.
Dele af Circuit de Spa-Francorchamps går gennem kommunen.

## Kanton Malmedy
Kanton Malmedy består af Malmedy Kommune og nabokommununen Waimes. Sammen med de to tysktalende nabokantoner i øst (Kanton Sankt Vith og Kanton Eupen) har Kanton Malmedy et vist selvstyre.